# Масада
 Тази статия е за древния град.  За музикалната група вижте Масада (група).  
Масада (на иврит: מצדה; на арабски: مسادا) е археологически обект в Източен Израел с останки от древни дворци и укрепления.
Разположен е на скално плато в източния край на Юдейската пустиня, издигащо се над Мъртво море.
Според историка Йосиф Флавий крепостта Масада е изградена от Ирод Велики през 37 – 30 г. пр.н.е. за собствено укриване в случай на бунт на еврейския народ или външно нападение от страна на Египет. В крепостта винаги присъствал военен гарнизон и имало големи складове с храни и оръжия.
Античният град е известен с масовото самоубийство през 73 г. на еврейските въстаници – сикарии, обсадени там по време на Първата юдейско-римска война. През същата година по нареждане на императора бил сринат от римските легиони в Египет и храма в Леонтопол.